# Granit Buzuku
Granit Buzuku, född 10 juli 1993 i Lycksele, är en svensk fotbollsspelare som spelar för Lucksta IF.

## Karriär

### Bakgrund
Buzukus familj är från Kosovo. Han föddes i Lycksele, men flyttade efter ett år till Fagerdal/Sidsjön. Buzuku tillbringade dock största delen av sin uppväxt i Skönsberg, Sundsvall.
Hans syster, Kosovare Buzuku, är svensk mästare och skandinavisk mästare i boxning. Buzukus äldre bror, Faton, har spelat i division 1 i fotboll. Han har även en syster till som heter Ardiana.

### Klubbkarriär
2009 spelade han för GIF Sundsvalls talanglag, Medskogsbrons BK, i division 3. I november 2012 skrev han på sitt första A-lagskontrakt med GIF Sundsvall. I juni 2013 skrev han på ett treårskontrakt med klubben. Han debuterade i Superettan den 1 juni 2014 i en 3–1-bortavinst över Husqvarna FF, där Buzuku blev inbytt i den 86:e minuten mot Simon Helg.
I januari 2015 lånades han ut för resten av säsongen till norska Egersunds IK. I mars 2016 lånades Buzuku ut för resten av säsongen till division 1-klubben IFK Luleå. I juli 2016 lånades Buzuku ut till Team TG FF.
I februari 2017 värvades Buzuku av IFK Timrå. I januari 2019 värvades han av norska Levanger FK. I augusti 2019 återvände Buzuku till IFK Timrå. I januari 2020 värvades han av norska Steinkjer FK. Buzuku spelade dock inte något under säsongen 2020 på grund av covid-19-pandemin. Han gjorde totalt 15 mål på 36 matcher under säsongerna 2021 och 2022.
Inför säsongen 2023 återvände Buzuku till Sverige och skrev på för division 2-klubben Älgarna-Härnösand IF. Inför säsongen 2024 gick han till Lucksta IF.